# Marco Fulvio Curvo Petino
Marco Fulvio Curvo Petino (in latino Marcus Fulvius Curvus Paetinus; fl. IV secolo a.C.) è stato un politico romano.

## Biografia
Secondo la filiazione indicata nei Fasti triumphales, sia il padre che il nonno di Marco Fulvio Curvo Petino utilizzavano il praenomen di Lucius. Nei Fasti Capitolini dell'anno 305 a.C., viene conservato solo il nomen Fulvio e lo storico romano Tito Livio lo ricorda come Marco Fulvio, mentre nei Fasti triumphales, l'unica fonte superstite, sono riportati anche i suoi due cognomina di Curvus Paetinus. Poiché entrambi questi ultimi due epiteti derivarono dalle caratteristiche fisiche, lo storico Friedrich Münzer ritiene che il secondo cognomen di Paetinus (vale a dire "guercio") sia antistorico.
Fu eletto console suffetto nel 305 a.C. in sostituzione del console caduto in battaglia a Boviano, Tiberio Minucio Augurino.